# Ползела
Ползела (на словенски: Polzela) е село в Словения, Савински регион. Административен център на община Ползела. Според Националната статистическа служба на Република Словения през 2015 г. селото има 2351 жители.